# Stansted Express

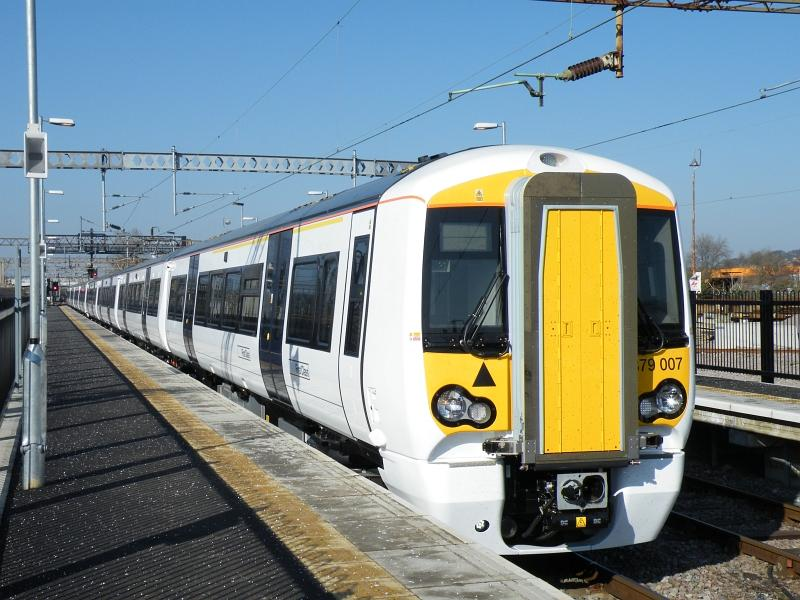
Britische Baureihe 379 des Stansted Express

Stansted Express ist eine Marke der britischen Eisenbahngesellschaft Greater Anglia (zuvor von Abellio Greater Anglia und National Express East Anglia) für einen Pendeldienst zwischen dem Flughafen London-Stansted und dem Bahnhof Liverpool Street in London. 

## Angebot
Der Stansted Express verkehrt in Richtung Flughafen täglich etwa zwischen 04:00 Uhr und 23:30 Uhr, in Richtung London etwa zwischen 06:00 Uhr und 01:00 Uhr. Tagsüber wird ein 15-Minuten-Takt angeboten, in Tagesrandlage ein 30-Minuten-Takt. Die Fahrt dauert ca. 45 Minuten und führt vom Bahnhof am Flughafen Stansted über den Bahnhof Tottenham Hale, wo Anschluss zur Victoria Line der London Underground besteht, zum Bahnhof Liverpool Street im Zentrum Londons respektive umgekehrt. Dort bestehen erneut zahlreiche Anbindungen an die Tube, das Busnetz sowie nationale Zugverbindungen.

## Alternativen
Alternativ zum Stansted Express verkehren die Busunternehmen National Express, easyBus und Terravision. Letztere fährt in London die Bahnhöfe Liverpool Street und Victoria an, National Express verkehrt zu den Bahnhöfen Liverpool Street, Victoria und Stratford.

## Aktuelles Rollmaterial
| Baureihe     | Bild                           | Typ                  | Vmax     | Personen- wagen | Anzahl | Baujahr   |
| ------------ | ------------------------------ | -------------------- | -------- | --------------- | ------ | --------- |
| 745 FLIRT UK | Zwölfwagenzug der Baureihe 745 | Triebwagen (Elektro) | 160 km/h | 12              | 10     | 2018–2020 |

## Früheres Rollmaterial
| Baureihe        | Bild                                                                                                  | Typ                  | Vmax     | Personen- wagen | Anzahl | Baujahr   | ersetzt im Jahr |
| --------------- | --- | -------------------- | -------- | --------------- | ------ | --------- | --------------- |
| 379 Electrostar | Zwei Electrostar in Doppeltraktion, seit 2020 sind sie nicht mehr auf dem Stansted Express im Einsatz | Triebwagen (Elektro) | 160 km/h | 4               | 30     | 2010–2011 | 2020            |